# Калоне (Фрозиноне)
Калоне је насеље у Италији у округу Фрозиноне, региону Лацио.
Према процени из 2011. у насељу је живело 59 становника. Насеље се налази на надморској висини од 402 м.